# Чолакова могила
На Чолакова могила край с. Старо Железаре се намира мегалитно съоръжение от побити в кръг каменни блокове. Отстои на около 10 km югоизточно от тракийския култов комплекс при с.Старосел и на 12 km от град Хисаря. 

## Откритие
Кромлехът засипан под Чолакова могила е открит и археологически проучен през 2002 г. от българския археолог д-р Георги Китов.

## Описание и особености
Кромлехът е съставен от 24 каменни блокове с височина от 0,5 до 2 m и има диаметър 6,5 – 7 m. При съоръжението не се наблюдава редуване на високи с ниски менхири и в тази конфигурация обектът прилича на типичните кромлехи в Западна Европа. Блоковете са оформени от трошлива и нетрайна скала. Наредените по северния полукръг менхири са по-високи, отколкото в южния полукръг. Според инж. Любомир Цонев е спорно изгребването на пръстта вътре в кръга до дъното, до самата основа, така че при изкопаването менхирите практически не са забити в земята и самостоятелно не могат да стоят изправени. За опора им служи единствено външният пръстен от оригиналната могила.
Mегалитният паметник е уникален с това, че е бил затрупан под могила. Никъде не се съобщава за каквито и да е находки в центъра на кръга. Китов нарича обекта астрономическа обсерватория, макар че мегалитното съоръжение е класически кромлех. Смущаващ при подобно тълкуване е фактът, че то е било изцяло затрупано под могила. До разкриването на мегалитното съоръжение, Чолакова могила изобщо не е била пострадала от ерозията също както не са били пострадали подмогилните над храмовете и гробниците от Одриското царство, разкрити от Китов край с. Старосел, гр. Стрелча и гр. Казанлък.
Подмогилните съоръжения (храмове и гробници) стават типични за Древна Тракия едва през класическото тракийско време VI-II в. пр.н.е., а кромлехите датират между пет и десет века по-рано. Така че не е изключено кромлехът при Старо Железаре да е бил построен като открито съоръжение с неизвестно предназначение значително по-рано, а в посочения период само да е бил затрупан по също така неизвестни причини. При долмените, които са вероятно по-млади обекти от менхирите, пълното засипване с пръст и оформянето на могилен насип също е изключително рядко. 

## Опазване и консервация
След като е разкопан и изследван от екипа на д-р Китов, кромлехът е изоставен. Над обекта не е изграден предпазен навес, нито е консервиран. Кромлехът започва твърде бързо се руши от ерозията – през 2009 г. всичките каменни стълбове са паднали, повечето са разчупени. 
На територията на България са открити и картотекирани около 200 менхира – самостоятелни или в комбинации. Голяма част от тях са съборени, счупени или са били премествани. 
До 2014 г. обектът изглежда обречен, тъй като никоя официална институция или организация не се интересува от запазването му.
В началото февруари месец, 2014 г. се появява страница на гражданска инициатива „ДА СПАСИМ КРОМЛЕХА В СТАРО ЖЕЛЕЗАРЕ“ в социалната мрежа Фейсбук, която има за цел да помогне за спасяването на древния паметник. Същевременно е организирана и уеб страница за подписването на петиция до Петър Стоянович (Министър на културата на Република България). 
Разпоредена е проверка по заповед на Министъра на културата от Главна дирекция „Инспекторат за опазване на културното наследство“ (ГД „ИОКН“) за установяване състоянието на недвижимата археологическа ценност, като за целта е назначена комисия. Според публикуваната писмена оценка, предвид високата степен на застрашеност на археологическата структура от окончателно разрушаване и невъзможност за осигуряване на постоянна охрана, са необходими незабавни мерки за опазване на макар и малкото запазени елементи на подмогилното съоръжение. Според комисията най-адекватният в тази ситуация подход за консервиране на съоръжението е чрез засипване с пръст и възстановяване на могилния насип под наблюдение на археолог, без да бъде нарушавана непроучената западната половина на могилата.
Защитниците на каузата за спасяване на кромлеха в с. Старо Железаре обаче смятат, че „заравянето е опит за прикриване на престъпната небрежност, в резултат на която археологическата ценност е напът да бъде напълно заличена. 
През пролетта на 2015 г. Александра Делова от гражданска инициатива „ДА СПАСИМ КРОМЛЕХА В СТАРО ЖЕЛЕЗАРЕ“ обявява в интервю за Радио Пловдив, че предстоят спасителни разкопки на съоръжението през лятото на същата година. Екипът на проф.Диана Гергова трябва да започне разкопки през август.
Към 2015 г. гражданска инициатива „ДА СПАСИМ КРОМЛЕХА В СТАРО ЖЕЛЕЗАРЕ“ събира около 14 000 лв. от дарения за спасяването на археологически обект. Като 10 000 лв. са дарение от ФОРД – Мото Пфое, а над 4000 лв. са постъпилите дарения от частни лица. Жителите на Старо Железаре събраха 250 лв., някои хора бяха дарявали по лев или 5 лв. – кой колкото може да отдели. С част от събраните средства през есента на 2014 г. е направено предварително теренно проучване на Чолакова могила. 